# Brachytarsina verecunda
Brachytarsina verecunda är en tvåvingeart som beskrevs av Maa 1971. Brachytarsina verecunda ingår i släktet Brachytarsina och familjen lusflugor. Inga underarter finns listade i Catalogue of Life.